# Heteronychia salerensis
Heteronychia salerensis är en tvåvingeart som beskrevs av Andy Z. Lehrer 1978. Heteronychia salerensis ingår i släktet Heteronychia och familjen köttflugor.
Artens utbredningsområde är Spanien. Inga underarter finns listade i Catalogue of Life.